# 若神子村
若神子村（わかみこむら）は山梨県北巨摩郡にあった村。現在の北杜市南東部、須玉地区中心部、釜無川左岸、須玉川右岸にあたる。

## 地理
- 河川：釜無川、須玉川

## 歴史
- 1875年（明治8年）9月 - 巨摩郡若神子村・新沢村が合併して若神子村となる。
- 1878年（明治11年）7月22日 - 郡区町村編制法の施行により、若神子村が北巨摩郡の所属となる。
- 1889年（明治22年）7月1日 - 町村制の施行により、若神子村が単独で自治体を形成。同時に、豊田村のうち穴平を併合。
- 1955年（昭和30年）3月31日 - 穂足村・多麻村・津金村と合併して須玉町が発足。同日若神子村廃止。

## 村長
- 川手甫雄

## 交通

### 鉄道路線
村域を日本国有鉄道中央本線が通過していたが、駅は所在しなかった。

### 道路
- 国道141号

現在は旧村域を中央自動車道が通過するが、当時は未開通。